# Congregación de los Sagrados Corazones
La Congregación de los Sagrados Corazones de Jesús y de María y de la Adoración Perpetua del Santísimo Sacramento del Altar (Congregatio Sacrorum Cordium Iesu et Mariae necnon adorationis perpetuae SS. Sacramenti altaris, en latín; Abreviación: SS. CC.) es una congregación religiosa apostólica de derecho pontificio fundada con el fin de propagar la devoción a los Sagrados Corazones de Jesús y María. La rama masculina y femenina fueron fundadas por Marie-Joseph Coudrin y Henriette Aymer de la Chevalerie, se les conoce popularmente como Congregación de los Padres/Madres de los Sagrados Corazones o Padres/Madres de Picpus, en honor de la calle Picpus de París, Francia, lugar donde se estableció la congregación en la Nochebuena del año 1800. Entre las figuras señeras de la congregación se cuenta Damián de Molokai, apóstol de los leprosos, canonizado el 11 de octubre de 2009.

## Historia

### Inicios en la Revolución francesa
La fundación de la Congregación de los Sagrados Corazones de Jesús y de María, SS.CC. se enmarcó en la época de la Revolución francesa. Marie-Joseph Coudrin, un francés nacido en Coursay-les-Bois, era sólo un diácono cuando se inició la persecución contra la clerecía, que dispersó a los estudiantes del seminario de Poitiers, donde él estudiaba. Sabiendo que el cardenal de Bonald, obispo de Clermont, estaba en París, José María se dirigió a dicha ciudad y el 4 de marzo de 1792 tomó los hábitos en el Seminario Irlandés. La ordenación tuvo lugar en la librería, debido a que los revolucionarios habían invadido la capilla.
Luego de la ordenación sacerdotal, José María volvió a su ciudad natal, pero la violencia de las persecuciones lo obligaron muy pronto a esconderse en cualquier lugar. En mayo del mismo año, en medio de una nación en desorden y en contra de los líderes católicos, el padre Coudrin se escondió por seis meses en el desván del granero del castillo de la Motte d'Usseau, un pueblo cercano a Poitiers, siendo el granjero un primo suyo, y los propietarios del castillo unos conocidos. Disfrazado, trabajó en la diócesis de Poitiers y Tours. Al principio, se dejaba ver por el pueblo. Por razones de seguridad, su primo y él salieron a caballo una noche fingiendo que se marchaban; luego, aprovechando la oscuridad, retornaron sin ser vistos. Así vivió todos esos meses que él definió como una «honda experiencia» de Dios en la oración, de larga reflexión al hilo de la lectura de la historia de la Iglesia y las noticias parciales que a través de su primo le iban llegando de cómo discurrían los acontecimientos revolucionarios. 
Durante este período de vida, este joven de veinticuatro años dedicó todo su tiempo a las labores espirituales. En este contexto, ya varios meses encerrado, vivió lo que él definió como una "visión" donde se sintió llamado a poner en marcha una nueva comunidad de misioneros, hombres y mujeres. Lo describió así: 

Un día, vuelto a mi granero, después de haber dicho la misa, me arrodillé junto al corporal en que yo creía tener siempre el Santísimo Sacramento. Vi entonces lo que somos ahora. Me pareció que estábamos varios reunidos; formábamos un grupo grande de misioneros que debía llevar el Evangelio a todas partes. Mientras pensaba, pues, en esta sociedad de misioneros, me vino también la idea de una sociedad de mujeres (...) Yo me decía (...), habrá una sociedad de mujeres piadosas que cuidarán de nuestros asuntos mientras nosotros estemos en misión...

El Padre Coudrin dejó el granero el 20 de octubre. Mientras leía lo que le ocurrió a san Caprasio de Agen en tiempo de las persecuciones cuando, estando escondido, se decidió a salir al ver cómo confesaba su fe en el martirio una joven muchacha, el padre Coudrin refirió de sí mismo: 

Cuando salí me prosterné al pie de una encina que había no lejos de la casa, y entregué mi vida. Porque me había hecho sacerdote con la intención de sufrirlo todo, de sacrificarme por Dios y morir si fuera necesario por su servicio. Sin embargo, tenía un cierto presentimiento de que me salvaría.

Caminó hacia Poitiers por senderos poco transitados. Llegó a ponerse en contacto con sacerdotes no juramentados y con las autoridades diocesanas legítimas. Fue conociendo con más realismo la situación religiosa de Poitiers en ese momento, cada vez más difícil y arriesgada para quienes, como él, querían ejercer el ministerio clandestinamente a pesar de los riesgos que ello significaba. 
En abril de 1794, al refugiarse en casa de una de sus dirigidas, tomó contacto con el lugar donde se reunía un grupo de jóvenes mujeres, la llamada entonces Asociación del Sagrado Corazón. Poco después, él mismo con otros sacerdotes crearía la Sociedad del Sagrado Corazón, conformada por sacerdotes. 
Uno y otro grupo no se constituyeron en origen directo de la "nueva comunidad", pero fueron un antecedente. En 1795 tomó contacto con la Asociación del Sagrado Corazón una joven noble de veintisiete años, hija del Señor de la Chevalerie, Henriette Aymer de la Chevalerie. Había circulado años anteriores en los ambientes de alta sociedad de la ciudad. Con la Revolución, ella y su madre fueron encarceladas por ocultar en su casa a sacerdotes refractarios. Los once meses de cárcel significaron para ella un tiempo que ella denominó de "conversión". Buscó un guía espiritual y lo encontró en José María, a quien eligió como confesor.

### Establecimiento de la Congregación
Coudrin dirigió a muchas jóvenes que conforman un grupo al interior de la Asociación que se llamó «de las solitarias». Cuando quedó algo más libre de sus cargos pastorales, debido a la situación menos dura para los miembros de la Iglesia tras la  de Robespierre (1794), incrementó el tiempo dedicado a hacer progresar el proyecto en gestación de una nueva comunidad. 
A mediados de marzo de 1795 tuvo lugar una conversación entre el padre Coudrin y Henriette Aymer, donde pareció formularse por primera vez la decisión práctica de fundar, la resolución de comprar una casa y el comienzo de un tipo de vida religiosa a partir del grupo formado anteriormente, las Solitarias. En agosto el grupo de las solitarias hace "resoluciones" en ese sentido y toman el hábito. 
Por otro lado, el padre Coudrin se preocupaba de formar la rama masculina, después de unos primeros intentos sin éxito. En el mismo año compró algunas casas en ruinas de la calle Picpus de París, y se estableció ahí con unos cuantos religiosos. Un colegio para la enseñanza de jóvenes y un seminario comenzaron pronto a funcionar.
En 1799 Coudrin y Enriqueta decidieron acelerar la independencia y libertad de su comunidad para manejarse como un grupo reconocido por la Iglesia. En junio obtuvieron una aprobación diocesana provisional. 
En octubre de 1800 hizo los primeros votos Henriette, con cuatro compañeras más. En Nochebuena del 1800 hizo los primeros votos Marie-Joseph junto con los votos perpetuos de Henriette. Este hecho marcó el inicio de la Congregación y Coudrin fue designado superior de la nueva Comunidad. 
La Congregación siguió en la más rigurosa clandestinidad durante el período de la dominación napoleónica. Ello no impidió, sin embargo, su desarrollo y crecimiento en miembros y en expansión geográfica. La confianza de los obispos facilitó diversas fundaciones, tanto de la rama masculina como de la femenina. En 1817 fue formalmente aprobada por Pío VII, en 1825 por León XII, y en 1840 por Gregorio XVI, bajo el nombre de "Congregación de los Sagrados Corazones de Jesús y de María y de la perpetua adoración del Santísimo Sacramento del altar".
El "Buen Padre", como los religiosos usualmente lo llamaban, fue la cabeza de esta Congregación que rápidamente prosperó, a pesar de muchas dificultades que se afrontaron en aquellos tiempos de continuos altibajos político-religiosos, a nivel del conjunto de Francia y en los lugares concretos en donde la nueva comunidad se hacía presente. Pronto se fundaron y abrieron varios seminarios y colegios en diferentes ciudades.

### Evangelización: Educación y deber misional

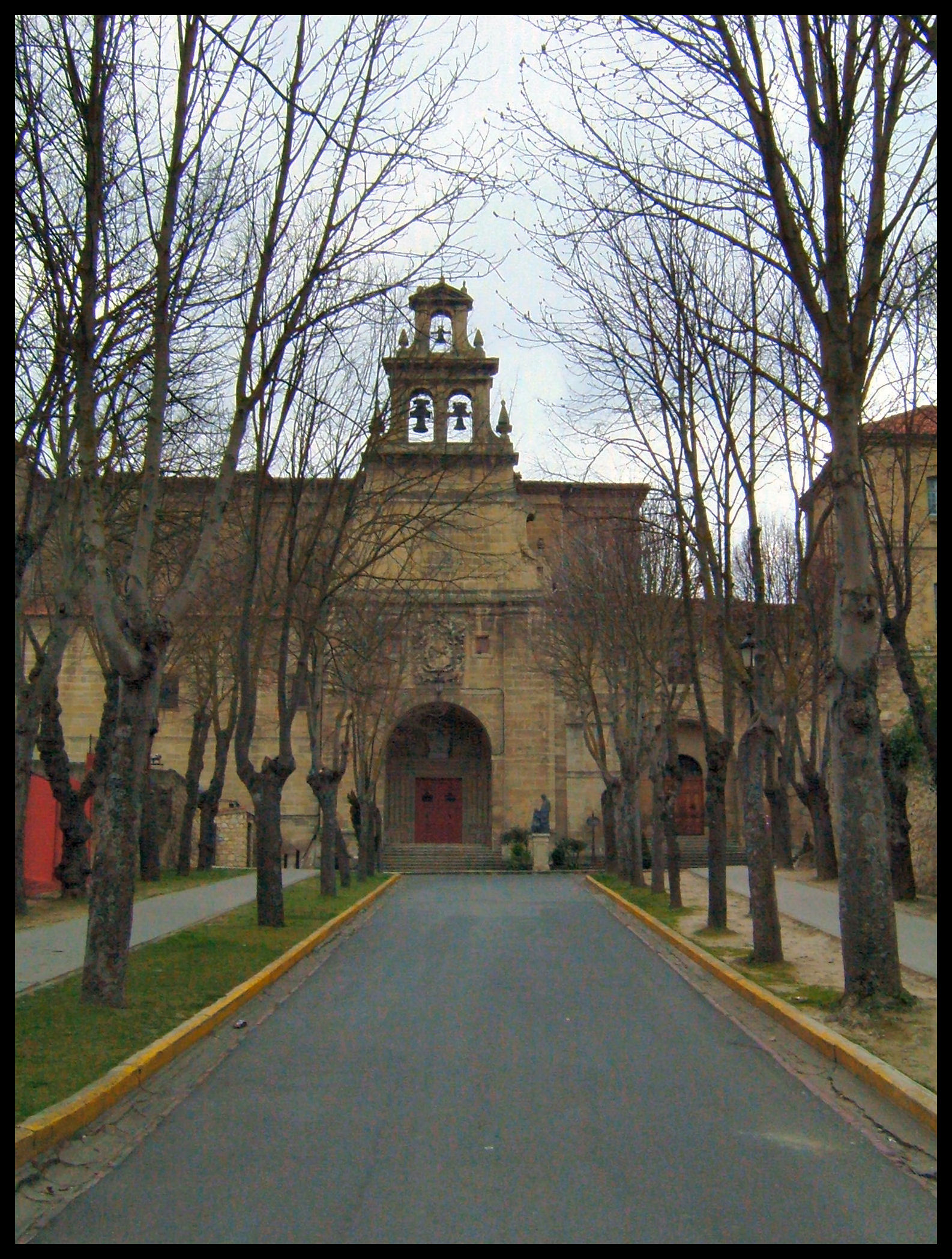
Convento de los Sagrados Corazones en Miranda de Ebro.

En 1825, la Santa Sede confió la evangelización de las islas Sandwich (o sea Hawái, en el Océano Pacífico) a la Congregación de los Sagrados Corazones, y al año siguiente el primer grupo de misioneros de los Sagrados Corazones dejó Francia para llevar la fe cristiana a los isleños. En 1833 los archipiélagos de la Polinesia de Oceanía fueron confiados igualmente a la Congregación e inmediatamente partieron misioneros hacia las islas Gambier. Por diversas circunstancias, algunos de estos sacerdotes establecieron casas de la Congregación en Chile, Sudamérica. La creación de colegios, como el Colegio de los Sagrados Corazones de Valparaíso (Chile) y el Colegio Sagrados Corazones Recoleta de Lima (Perú), junto con muchas otras instituciones de carácter educativo en diversas ciudades del mundo dieron un rumbo distinto a la misión evangelizadora.
No mucho tiempo después, a la muerte del fundador en 1837, otros misioneros fueron mandados a las islas Marquesas.

### Actualidad
La Congregación de los Sagrados Corazones es gobernada por un superior general en la rama masculina, y una superiora general para la femenina. Ambos se eligen por un periodo de seis años. En 2018 fueron elegidos Alberto Toutin ss.cc. y Patricia Villarroel ss.cc. durante el 39.º Capítulo General de la Congregación.
En septiembre de 2024, Alberto Toutin ss.cc. y Patricia Villarroel ss.cc. fueron reelegidos para un nuevo período.
Según la Congregación, la rama femenina contaba a finales de 2019 con 457 hermanas, distribuidas en 82 comunidades. En esta misma fecha, la rama masculina contaría con 665 hermanos (incluyendo aquellos ordenados sacerdotes), repartidos en 165 comunidades. Según cifras oficiales de 2014, la rama masculina atendía 173 parroquias. Además la Congregación cuenta, como otras tantas órdenes y congregaciones religiosas, con una rama secular, compuesta por laicos especialmente atraídos por el carisma de la Congregación. Según cifras internas de 2019, contarían con 669 seglares divididos en unas 70 comunidades. La congregación estaría así, presente en 33 países y en 5 continentes.

## Carisma
El carisma de la Congregación se define en la frase "Contemplar, Vivir y Anunciar al mundo el Amor de Dios".
En sus primeros años, se expresaba con la frase: imitar las cuatro edades de Jesucristo: Su infancia por medio de la instrucción de niños, y por la formación de jóvenes para el sacerdocio; Su vida oculta por el ejercicio de la Adoración; Su vida pública, predicando y misionando; Su crucifixión a través de la mortificación cristiana.
Como su propio nombre indica, son parte importante de la espiritualidad del instituto la devoción católica de los Sagrados Corazones (Sagrado Corazón de Jesús, e Inmaculado Corazón de María), además de la Adoración Eucarística.